# Giambattista della Porta

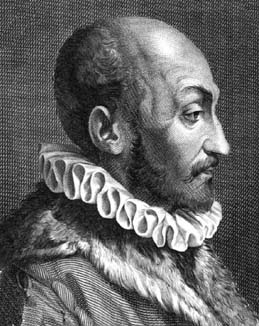
Giambattista della Porta

Giambattista della Porta oder Giovan(ni) Battista della Porta, auch Ioannes bzw. Johann Baptista Porta (* zwischen 3. Oktober und 15. November 1535 in Vico Equense; † 4. Februar 1615 in Neapel) war ein italienischer Naturforscher, neapolitanischer Arzt, Universalgelehrter und Dramatiker.

## Leben und Werk
Giambattista della Porta stammte aus einer adligen Familie, war Autodidakt, ließ sich aber auch von dem königlichen Gelehrten Giovanni Antonio Pisano und dem Paduaner Übersetzer Domenico Pizzimenti unterrichten.
Durch seine Methodik und relative Neutralität gilt er als einer der ersten Naturwissenschaftler im modernen Sinne. 1558 bis 1589 veröffentlichte er die Magia naturalis, die ihm ersten Ruhm brachte. In den 20 Büchern ging es um die Wunder einer frühen Wissenschaft, bis hin zu ganz praktischen Rezepten und Ratschlägen für Landwirtschaft und Viehzucht. Eine deutsche Übersetzung nennt es 1713 ein Haus-, Kunst- und Wunderbuch. So erwähnte er z. B. erstmals ein Wassertrommelgebläse zur Erzeugung eines kontinuierlichen Luftstroms für eine Schmiedeesse in Nettuno südlich von Rom, in Band 20 beschrieb er den Bau eines Fesseldrachens, und gab eines der wenigen überlieferten Hexensalbenrezepte an.
Für della Porta war die magia naturalis eine activa naturalis philosophiae portio (der aktiven Teil der Naturphilosophie), die mit der magia infamis (der bösartigen Magie) nichts gemein habe. Mit Hilfe der magia naturalis wollte er verborgene Kräfte der Natur entschleiern. 1560 gründete er in Neapel die Academia Secretorum Naturae, eine der ersten naturwissenschaftlichen Akademien in Europa. Aufnahmebedingung war, dass der Kandidat neue Erkenntnisse über die Natur präsentieren konnte. Nach kirchlichen Untersuchung wegen des Verdachts der Magie und Zauberei wurde die Gesellschaft 1578 von Papst Gregor XIII. aufgelöst.
Seine grundlegende Schrift über Kryptologie mit dem Titel De furtivis literarum notis (Über die verborgene Bedeutung der Buchstaben), die er 1563 veröffentlichte, machte ihn endgültig berühmt. Um 1570 entwickelt er die Camera obscura weiter, einen frühen Vorläufer der Kamera.
Die 1583 bzw. 1584 veröffentlichten Bücher Pomarium (über Obstanbau) und Olivetum (über Olivenanbau) flossen ein in sein umfassenderes Werk Villae (1592) über Agrikultur. 1586, erschien sein zweites Hauptwerk De humana physiognomia über medizinische Physiognomie. 1588 folgte „Phytognomica“ über die Physiognomie der Pflanzen, in dem er aus dem Aussehen und dem Lebenslauf der Pflanzen auf ihre Wirkung schloss. So führte er aus, dass Kräuter mit gelbem Saft die Gelbsucht heilen könnten, solche mit rauen Oberflächen Hautkrankheiten.
Wegen seiner Beschäftigung mit Magie und Physiognomie musste er sich 1592 vor der Inquisition verantworten, das Verfahren blieb aber für ihn folgenlos. In den folgenden Jahren zog er sich jedoch von den Wissenschaften zurück und wandte sich der dramatischen Literatur zu. Seine Komödie La Trappolaria, eines von vielen erfolgreichen dramatischen Werken, erschien 1596 in Bergamo. Der Hochschullehrer Adriaan van Roomen, dessen Würzburger Ärzteschule er in einem seiner Gedichte preist, gehörte zu seinen Freunden.

## Werke

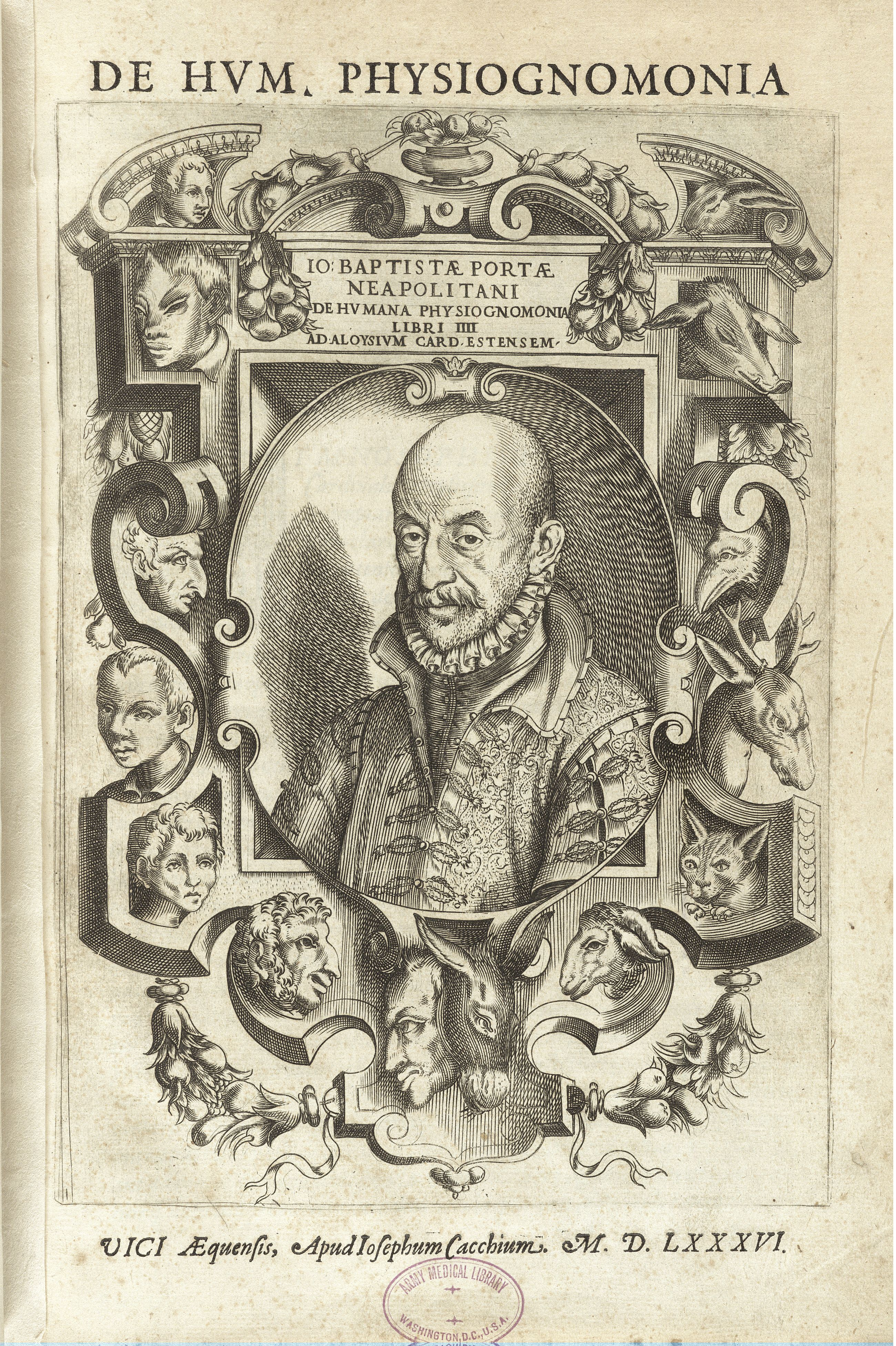
De Humana Physiognomonia Titelseite

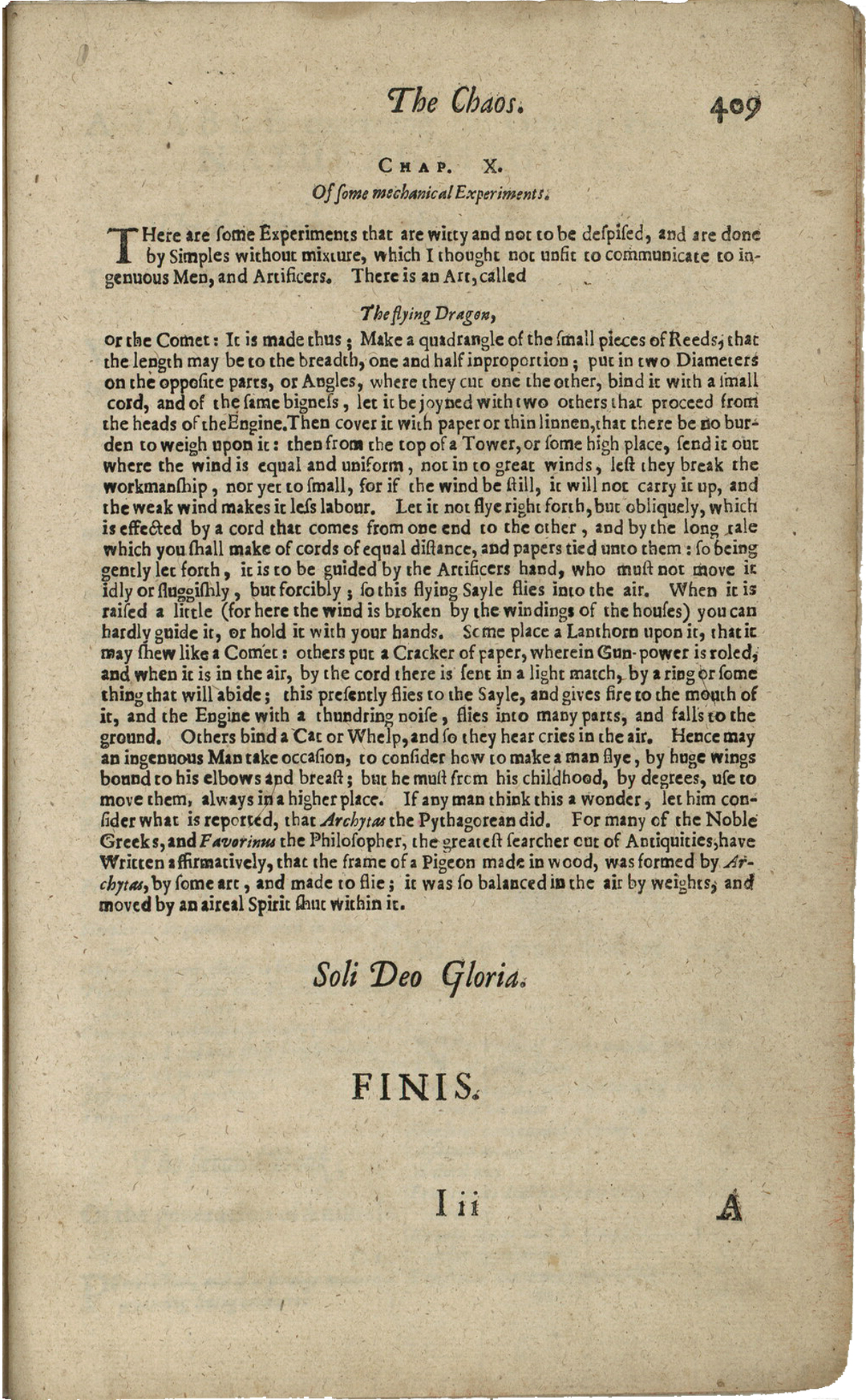
Bauanleitung für einen Fesseldrachen, S. 409 der englischen Übersetzung der Magiae naturalis

- Magiae naturalis sive de miraculis rerum naturalium, 1558 (Alchemie) Digitalisat der Ausgabe Neapel 1589
  - Magiae naturalis libri viginti. Amsterdam 1664.
  - Magia naturalis oder Hauß- Kunst- und Wunderbuch, deutsche Übersetzung aller 20 Bände mit Register, Nürnberg 1713 eingeschränkte Vorschau in der Google-Buchsuche
- De furtivis literarum notis, 1563 (Kryptologie) Digitalisat
- De humana physiognomonia, 1586 (Medizin) Digitalisat, Herausgeber Vici Aequensis [Vico Equense] (Neapel): Apud Iosephum Cacchium, deutsche Übersetzung 1601 Digitalisat
- Phytognomonica, 1588, (Botanik) Onlineressource auf Real Jardín Botánico, Madrid
- La Penelope, 1591 (Tragödie)
- Villae, 1592 (Agrikultur) Digitalisat
- La Trappolaria, 1596 (Literatur) Onlineressource (italienisch)
- De distillationibus libri IX. Zetzner, Straßburg 1609 (Digitalisat)
- Il Georgio, 1611 (Tragödie)
- L’Ulisse, 1614 (Tragödie)
- De telescopio, 1962 (postum)